# Crypsimetalla
Crypsimetalla är ett släkte av fjärilar. Crypsimetalla ingår i familjen mätare.
Kladogram enligt Catalogue of Life:
| Crypsimetalla | \| \| Crypsimetalla aurata \| \| \| \| \| \| Crypsimetalla fimbriata \| \| \| \| \| \| Crypsimetalla flava \| \| \| \| |
|               | \| \| Crypsimetalla aurata \| \| \| \| \| \| Crypsimetalla fimbriata \| \| \| \| \| \| Crypsimetalla flava \| \| \| \| |
|               | Crypsimetalla aurata                                                                                                   |
|               | |
|               | Crypsimetalla fimbriata                                                                                                |
|               | |
|               | Crypsimetalla flava |
|               | |